# Norbert Basengezi
Norbert Basengezi KatintimaKatintima, né le 10 janvier 1958 à Kashimaro-Kaziba dans la province du Sud-Kivu en république démocratique du Congo, est un homme politique de république démocratique du Congo, vice-président de la Commission électorale nationale indépendante et il fut aussi gouverneur de la province du Sud-Kivu et député national.

## Biographie
Norbert Basengezi Katintima naît le 10 janvier 1958 à Kashimaro-Kaziba dans la province du Sud-Kivu en république démocratique du Congo.
Il participe à la Conférence nationale souveraine (CNS) tenue à Kinshasa de 1990 à 1992. Il est député national du Haut Conseil de la République - Parlement de Transition (HCR/PT). Il est gouverneur de la province du Sud-Kivu d’octobre 1998 au 10 juin 2002. Député national durant la transition 1+4, il occupe par la suite le poste du 2e vice-président de la Commission électorale indépendante (CEI) devenu Commission électorale nationale indépendante (CENI). 
Il est ministre de l’Agriculture depuis le 26 octobre 2008 dans le gouvernement Muzito I et conserve ce poste dans le gouvernement Muzito II. Lors des élections présidentielle et législatives de novembre 2011, il est élu député national de la deuxième législature de la Troisième République. Il est aussi vice-président de Commission électorale nationale indépendante .
Au cours de la séance plénière de l'Assemblée nationale du 9 novembre 2015, Norbert Basengezi est nommé vice-président de la Commission électorale nationale indépendante (CENI). Investi par ordonnance présidentielle le 16 novembre 2015, il prête serment devant la cour constitutionnelle le 20 novembre 2015.